# 미션 임파서블: 고스트 프로토콜
《미션 임파서블: 고스트 프로토콜》(영어: Mission: Impossible – Ghost Protocol)은 2011년 미국의 첩보 액션 스릴러 영화이자 《미션 임파서블 시리즈》의 4번째 작품이다. 브래드 버드가 감독을 맡았다. IMF 요원 에단 헌트 역을 맡은 톰 크루즈가 출연하며 제러미 레너, 사이먼 페그, 폴라 패튼이 팀원으로 출연한다. 안드레 네멕과 조시 애플바움이 각본을 썼으며, J. J. 에이브럼스, 브라이언 버크, 톰 크루즈가 제작하였다. 시리즈 중 아이맥스 형식으로 제작된 첫 영화이다.
파라마운트 픽처스가 배급하여 2011년 1월 16일 북아메리카에서 공개되었으며, 작품에 대해 비평가들에게 높은 평가를 얻었다. 또한, 전 세계적으로 약 7억 달러의 흥행 수입을 내 시리즈에서 가장 많은 수입을 낸 영화가 되었다. 2012년 4월 17일, DVD와 블루레이가 발매되었다.

## 줄거리
IMF 요원 트레버 해너웨이가 부다페스트에서 암살자 사빈 모로에게 살해당하고, 사빈은 러시아 핵 발사 코드를 훔쳐 "코발트"라는 남자에게 팔아넘긴다. 에단 헌트 요원은 해너웨이의 담당자이자 여자친구인 제인 카터와 새로 승진한 현장 요원 벤지 던에 의해 모스크바 교도소에서 보그단이라는 자산과 함께 추출된다. 팀은 코발트에 대한 정보를 얻기 위해 크렘린에 침투하라는 명령을 받는다. 그들이 내부에 있을 때, 코발트가 팀의 정체를 폭로하고, 그들은 폭탄이 크렘린을 파괴하기 전에 탈출한다. 에단은 SVR 요원 아나톨리 시도로프에게 체포되어 폭탄 테러의 책임자로 비난받는다.
에단은 탈출하여 모스크바에서 분석가 윌리엄 브랜트와 함께 IMF 장관을 만난다. 브랜트는 코발트가 미국과 러시아 간의 핵 전쟁을 모색하는 전략가 커트 헨드릭스임을 확인한다. 그들은 헨드릭스가 러시아 발사 제어 장치 절도를 은폐하기 위해 크렘린을 폭파했다고 판단한다. 장관은 대통령이 IMF를 부정하는 "고스트 프로토콜"을 시작했다고 설명한다. 그는 비밀리에 에단에게 코발트를 계속 추적하라고 명령하고, 시도로프 부대의 매복 공격으로 사망한다. 에단은 브랜트와 함께 탈출하여 제인과 벤지와 재회한다. 그들은 두바이의 부르즈 할리파에서 헨드릭스의 동료인 위스트롬과 모로의 회의에 침투하여 위스트롬이 훔친 발사 코드를 구입할 계획을 세운다.
팀은 두 가지 회의를 위장하여 코드를 가로챌 계획을 세운다: 에단과 브랜트는 위스트롬과 암호학자 레오니드 리젠커로 위장하여 모로에게서 코드를 받는다; 제인은 모로로 위장하여 위스트롬과 리젠커에게 위조 코드를 전달한다. 그들은 리젠커가 종이에 있는 방사성 동위원소를 이용하여 위스트롬을 추적할 수 있음을 발견하고 실제 코드를 제공할 수밖에 없게 된다. 거래를 완료한 후, 위스트롬은 리젠커를 배신하고 살해한다. 거래가 함정임을 알아챈 모로는 도주하려 하지만 제인이 그녀를 가로챈다. 모로가 탈출하려다가 벤지를 공격하자, 격분한 제인은 자산을 공격하지 않겠다는 에단과의 약속을 깨고 모로를 공격한다. 브랜트는 총소리를 듣고 방으로 달려오지만 제인이 모로를 죽이는 것을 막지 못한다. 시도로프는 에단을 체포하려 하지만 실패하고, 에단은 부르즈 할리파를 탈출하여 위스트롬을 추격한다.
에단과 위스트롬이 모래폭풍 속으로 뛰어들자 위스트롬은 자신이 마스크를 쓴 헨드릭스임을 밝히고 도주한다. 팀 앞에서 에단은 브랜트가 호텔에서 보여준 뛰어난 전투 기술에 대해 그를 추궁한다. 에단이 떠난 후, 브랜트는 에단의 아내 줄리아 미드를 살인으로부터 보호하는 데 실패한 후 현장 요원을 사임했다고 인정한다. 보그단은 에단을 무기상인 포그에게 데려가 헨드릭스가 오래된 소련 군사 위성을 사용하여 미사일을 발사할 계획임을 알게 된다. 이 위성은 인도의 미디어 거물 브리지 나트의 소유이다. 포그는 같은 정보를 시도로프에게도 판매한다. 뭄바이에서 제인은 나트를 유혹한 후 제압하여 위성 무효화 코드를 얻는다; 팀은 헨드릭스와 위스트롬을 나트의 방송국 중 한 곳으로 추격하여 그가 위성을 통해 코드를 보내는 것을 막으려 한다.
헨드릭스는 러시아 핵잠수함에 샌프란시스코를 향해 미사일을 발사하라는 명령을 보내고, 위스트롬은 IMF의 방해를 막기 위해 방송국 시스템을 방해한다. 벤지, 브랜트, 제인은 방송국을 수리하려고 시도하는 동안 에단은 헨드릭스를 추격한다. 에단에게 궁지에 몰린 헨드릭스는 발사 장치를 손이 닿지 않는 곳에 놓기 위해 높은 난간에서 뛰어내린다. 벤지가 위스트롬을 죽인 후, 브랜트는 전원을 켜고 제인은 시스템을 다시 연결한다; 에단은 폭발 직전 미사일을 비활성화하기 위해 발사 장치를 회수한다; 치명상을 입은 헨드릭스는 죽기 전에 자신의 계획의 실패를 목격한다. 시도로프가 도착하여 IMF가 크렘린 폭탄 테러와 무관했음을 깨닫고, IMF의 명예가 회복되고 복직된다.
시애틀에서 에단은 루터 스티켈이 부여한 또 다른 임무를 위해 팀을 소집한다. 브랜트는 줄리아를 보호하지 못한 자신의 실패를 에단에게 고백하지만, 에단은 그녀가 살아있으며 그녀의 죽음이 자신으로부터 안전하게 새로운 신분을 부여하고 자신은 보그단을 찾기 위해 감옥에 침투하기 위해 조작된 것이라고 밝힌다. 안도한 브랜트는 임무를 받아들인다. 줄리아는 도착하여 에단에게 멀리서 미소를 지은 후 그가 빠져나가 IMF 브리핑을 받는다.

## 출연
- 톰 크루즈 - 이단 헌트
- 제러미 레너 - 윌리엄 브랜트
- 사이먼 페그 - 벤지 던
- 폴라 패튼 - 제인 카터
- 빙 레임스 - 루터 스티켈 (우정 출연)
- 미셸 모너핸 - 줄리아 (우정 출연)
- 미카엘 뉘크비스트 - 커트 헨드릭스
- 블라디미르 마시코프 - 아나톨리 시도로프
- 사물리 에델만 - 마리우스 위스트롬
- 이반 시베도프 - 레오니트 리센케르
- 아닐 카푸르 - 브리지 나트
- 레아 세두 - 사빈 모로
- 조시 홀러웨이 - 트레버 해너웨이
- 미라이 그르비치 - 보그단
- 톰 윌킨슨 - IMF 국장